# The Mayor
The Mayor je americký televizní sitcom, jehož tvůrcem je Jeremy Bronson. Pilotní díl stanice ABC objednala 11. května 2017 a premiéru měl 3. října 2017. 4. ledna 2018 byl seriál po první řadě zrušen, přičemž poslední čtyři díly byly zveřejněny na Hulu a od 25. ledna 2018 jsou dostupné i na ABC.com.

## Příběh
Courtney Rose, hiphopový umělec, který se snaží prosadit, se rozhodne ucházet o místo starosty kalifornského města Fort Grey, aby tak pomohl propagovat svojí hudbu. Problémy nastanou ve chvíli, kdy nečekaně volby vyhraje.  

## Obsazení

### Hlavní role
- Brandon Micheal Hall jako Courtney Rose
- Lea Michele jako Harley Barella
- Bernard David Jones jako Jermaine Leforge
- Marcel Spears jako T.K. Clifton
- Yvette Nicole Brown jako Dina Rose

### Vedlejší role
- David Spade jako Ed Gunt
- Jillian Armenante jako Kitty

### Hostující role
- Daveed Diggs jako Mac Etcetra
- Larry Joe Campbell jako Dick
- Larry Wilmore jako Vern Corker
- Anabel Munoz jako Gabby Montoya
- Arsenio Hall jako reverend Okoye
- Kristen Johnston jako policistka Fox

## Seznam dílů
| Č. v seriálu | Původní název              | Režie             | Scénář                          | Premiéra v USA        |
| ------------ | -------------------------- | ----------------- | ------------------------------- | --------------------- |
| 1            | Pilot                      | James Griffiths   | Jeremy Bronson                  | 3. října 2017         |
| 2            | The Filibuster             | James Griffiths   | Vijal Patel                     | 10. října 2017        |
| 3            | Buyer's Remorse            | John Fortenberry  | Jeremy Bronson                  | 17. října 2017        |
| 4            | City Hall-oween            | James Griffiths   | Regina Hicks                    | 24. října 2017        |
| 5            | The Strike                 | Tina Mabry        | Matt Fusfeld a Alex Cuthbertson | 31. října 2017        |
| 6            | Will You Accept This Rose? | James Griffiths   | Emily Halpern a Sarah Haskins   | 7. listopadu 2017     |
| 7            | Here Comes the Governor    | Tristram Shapeero | Monica Padrick                  | 14. listopadu 2017    |
| 8            | Monuments Man              | James Griffiths   | Vijal Patel                     | 5. prosince 2017      |
| 9            | Grey Christmas             | Kevin Bray        | Emily Halpern a Sarah Haskins   | 12. prosince 2017     |
| 10           | Mama Rose Best             | Anya Adams        | Jared Miller                    | 9. ledna 2018 (Hulu)  |
| 11           | Lockdown                   | Jay Chandrasekhar | Sabrina Jalees                  | 16. ledna 2018 (Hulu) |
| 12           | The Pitch                  | Tristram Shapeero | Amanda Idoko                    | 23. ledna 2018 (Hulu) |
| 13           | Death of a Councilman      | Bill Purple       | Mnelik Belilgne                 | 25. ledna 2018 (Hulu) |